# The Hills Have Eyes – Hügel der blutigen Augen
The Hills Have Eyes – Hügel der blutigen Augen ist ein Horrorfilm von Regisseur Alexandre Aja. Der Film ist eine Neuverfilmung des gleichnamigen Films von Wes Craven aus dem Jahr 1977. Er lief am 10. März 2006 in den USA an. In Deutschland und Österreich war der Film ab dem 23. März 2006 zu sehen.
Am 29. März 2007 wurde The Hills Have Eyes 2 als Fortsetzung des ersten Films in den deutschen Kinos veröffentlicht. Die Regie übernahm der deutsche Videoregisseur Martin Weisz, der mit Rohtenburg 2006 sein Debüt als Filmregisseur gab.

## Handlung
Der Film beginnt mit einer Kurzsequenz, in der einige Wissenschaftler in Schutzanzügen in einem Wüstengebiet New Mexicos Strahlungswerte messen, bevor sie von Pluto, einem menschlichen Mutanten, mit einer Spitzhacke getötet werden.
Kurze Zeit später reist das Ehepaar Bob und Ethel Carter mit ihrem Wohnwagen mit dem Ziel San Diego durch das Wüstengebiet. Sie werden von ihren Kindern Brenda, Lynn und Bobby begleitet. Mit auf der Reise sind zudem Doug, Lynns Ehemann, Catherine, Tochter von Lynn und Doug, und die zwei Deutschen Schäferhunde Beauty und Beast. Als sie an einer Tankstelle fernab jeglicher Zivilisation tanken, empfiehlt ihnen der Tankwart eine Abkürzung, welcher Bob auch folgt.
Nach wenigen Kilometern auf der vom Tankwart empfohlenen Straße zerschlitzt ein quer über die Fahrbahn gespanntes Nagelband die Reifen des Wohnwagengespanns, wodurch sie an der Weiterfahrt gehindert werden. Da in der Region kein Handysignal empfangbar ist, vereinbart die Familie, dass Bob und Doug den Wohnwagen verlassen, um Hilfe zu holen. Bob geht zur Tankstelle zurück, während Doug in die entgegengesetzte Richtung läuft und dabei einen mit alten Autos gefüllten Atomkrater entdeckt, den er jedoch nicht als solchen erkennt.
Währenddessen rennt Beauty, einer der beiden Schäferhunde, einer Spur folgend in die Wüste, wo sie kurz darauf von Bobby aufgeschlitzt vorgefunden wird. Voller Panik läuft er in Richtung Wohnwagen zurück, stürzt jedoch einige Meter tief in eine Felsspalte, wo er bewusstlos liegenbleibt. Ruby, eine junge Mutantin, kniet sich neben Bobby und beschützt ihn vor Goggle, einem anderen Mutanten. Nach Sonnenuntergang findet Brenda Bobby und bringt ihn zurück zum Wohnwagen. Auch Doug kehrt zum Wohnwagen zurück.
Bob erreicht unterdessen die Tankstelle. Auf der Suche nach dem Tankwart entdeckt er in dessen Büro alte Zeitungsartikel und Wertgegenstände. Der Wüstenabschnitt, in dem er und seine Familie sich befinden, war in den 1950er-Jahren ein Atomwaffentestgelände der US-Army. Durch den Abwurf der Atombomben und der damit verbundenen Strahlenbelastung wurden einige Bergleute, die in der Region lebten und sich zum Schutz in den Minen versteckten, körperlich entstellt und deren Lebensraum zerstört. Aus Rache dafür töten die Mutanten Menschen, die das Gebiet betreten. Dazu schlossen sie mit dem Tankwart eine Vereinbarung, dass dieser Urlaubern den falschen Weg zeigen soll, wofür er als Gegenleistung deren Besitztümer erhält. Bob realisiert, dass auch er und seine Familie in die Falle gelockt wurden, und will die Tankstelle verlassen. Draußen wird er Zeuge, wie der Tankwart sich mit einer Schrotflinte selbst tötet. Als Bob mit einem Auto fliehen will, wird er von dem auf der Rückbank sitzenden Mutanten Jupiter bewusstlos geschlagen.
Kurze Zeit später wird Bob in der Nähe des Wohnwagens der Carters als Ablenkungsmanöver an einem Baum in Brand gesteckt. Doug, Ethel, Lynn und Bobby eilen mit einem Feuerlöscher zum Baum. Pluto und Lizard verschaffen sich Zugang zum Wohnwagen und vergewaltigen Brenda. Ethel und Lynn, die zum Wohnwagen zurücklaufen und die Mutanten mit Brenda vorfinden, werden von Lizard erschossen. Bobby und Doug bemerken nun ebenfalls, dass die Mutanten im Wohnwagen sind und laufen dorthin zurück. Lizard und Pluto gelingen jedoch die Flucht, wobei sie Doug und Lynns Baby, Catherine, entführen. Goggle wird indes von Beast, der sich von der Kette losreißen konnte, angegriffen und zu Tode gebissen.
Am nächsten Morgen beschließt Doug, in Begleitung von Beast und bewaffnet mit einem Baseballschläger, Catherine aus der Gewalt der Mutanten zu befreien. Nachdem er zunächst die Minen durchquert, erreicht er ein verlassenes Dorf, welches als Zielobjekt für die Atomwaffentests genutzt wurde. Er entdeckt Catherine in einem der Holzhäuser, wird dabei jedoch von der Mutantin Big Mama bewusstlos geschlagen und in eine Gefriertruhe gesperrt, aus der er sich wieder befreien kann. Er trifft auf einen weiteren Mutanten, Big Brain, welcher ihm die Vergangenheit der Mutanten erklärt. Gleichzeitig stürmt Pluto in das Haus und attackiert Doug mit einer Axt. Nach einem längeren Kampf kann Doug Pluto überwältigen. Mit dessen Axt tötet er draußen noch den Mutanten Cyst und nimmt dessen Shotgun an sich. Der Schäferhund Beast zerfleischt anschließend Big Brain.
Die junge Mutantin Ruby rettet inzwischen Catherine vor Lizard, der das Baby töten will, und läuft davon. Doug folgt Ruby, wird aber von Lizard angegriffen, kann diesen jedoch mit der Shotgun zunächst überwältigen. Danach erhält Doug Catherine von Ruby zurück. Lizard steht jedoch im Rücken von Doug wieder auf und will ihn mit der Schrotflinte erschießen, die Doug bei dem vermeintlich toten Mutanten liegen lassen hatte. Ruby läuft daraufhin sofort auf ihn zu und stürzt sich und ihn in eine Schlucht in den Tod. In der Zwischenzeit haben Brenda und Bobby, die beim Wohnwagen zurückgeblieben waren, den Wohnwagen zu einer tödlichen Gas-Falle umgebaut. Es gelingt ihnen, Jupiter in den Wohnwagen zu locken, wo er die Falle auslöst. Die Explosion des mit Gas gefüllten Wohnwagens kann ihn allerdings nicht sofort töten – dies übernimmt dann Brenda mit einer Spitzhacke.
Schließlich kommt Doug mit dem Baby sowie dem Hund zurück zum Wohnwagen und ist nun mit dem verbliebenen Rest der Familie Carter wieder vereint. Das Schicksal der übrigen Familienmitglieder bleibt unklar. Sie werden jedoch erneut mit einem Fernglas von den Hügeln aus beobachtet.

## Politische Interpretation
Die neue Aja-Interpretation des Wes-Craven-Originals von 1977 enthält zahlreiche politische Konnotationen, von der Kritik an der US-amerikanischen Atompolitik bis hin zum amerikanischen gesellschaftlich-politischen System im Allgemeinen, die vom Regisseur bewusst in seine Interpretation eingebaut wurden.
So leitet der Film mit dem Hinweis auf 331 atmosphärische Kernwaffentests mit nuklearem Fallout ein, deren Folgen auf den menschlichen Organismus und seine genetische Struktur die US-Regierung noch immer leugnet. 
Die Carters wiederum werden kurz nach ihrem unfreiwilligen Stopp in der Wüste New Mexicos als republikanisch orientierte Familie mit traditionellem familiären Rollenverständnis eingeführt. 
Bob positioniert sich eindeutig als Oberhaupt der Familie und erklärt bei seinem Aufbruch zur Tankstelle, dass sein Sohn jetzt das Sagen habe. Außerdem ist er es, der direkt nach dem Unfall Handfeuerwaffen verteilt, die er gegen den Willen seiner Frau mitnahm. Auffallend in dem Zusammenhang ist, dass sowohl Bob als auch sein Sohn Bobby angesichts der Bedrohung durch die Mutanten ziellos in die Dunkelheit schießen, anstatt bedächtig die Situation zu analysieren und entsprechend zu reagieren. Erst am Ende des Films entwickelt Bobby gemeinsam mit Brenda einen durchdachten Verteidigungsplan gegen die Mutanten, in dem er den Wohnwagen zur Gas-Falle „umbaut“. 
Doug ist hingegen überzeugter Demokrat und wird zu Beginn als konfliktscheuer Großstadtbewohner dargestellt, der Waffen aufgrund von Gewissensgründen ablehnt. Gegen Ende benutzt er jedoch selbst Waffen und gefährlichen Werkzeuge, um seine Tochter zu retten, und tötet oder verletzt so mehrere Mutanten.

## Fortsetzungen und Neuverfilmungen
Nachdem im Jahr 1977 der erste Teil von The Hills Have Eyes herausgekommen war, folgte 1984 der zweite, für den Wes Craven auch das Drehbuch geschrieben hat, und 1995 der dritte Teil. Diese Filme wurden im Laufe der Jahrzehnte zum Horrorkult. Knapp 30 Jahre später (2006) wurde dann die Neuverfilmung angekündigt. Ziemlich genau ein Jahr später kam die Fortsetzung The Hills Have Eyes 2 von Martin Weisz heraus.

## Hintergrund
- The Hills Have Eyes ist die erste US-amerikanische Regiearbeit des Franzosen Alexandre Aja, dem mit High Tension ein vielbeachtetes internationales Debüt gelang.

- Der Film lief im Kino weltweit in der R-rated-Fassung (107 Minuten), wurde aber ungeschnitten am 20. Juni 2006 als Unrated RC 1 DVD mit einer Laufzeit von 108 Minuten von 20th Century Fox veröffentlicht. In der Unrated-Version ist der Film auch in Deutschland erschienen.

- The Hills Have Eyes ist eine Co-Produktion von Craven-Maddalena Films, Dune Entertainment und den Major Studio Partners und hatte ein Budget von 15 Millionen US-Dollar. Dabei spielte er allein in den USA 42 Millionen US-Dollar wieder ein. Das weltweite Einspielergebnis, inklusive USA, betrug 69 Millionen US-Dollar.[4]

- Die Dreharbeiten fanden in Marrakesch und Ouarzazate, Marokko statt.[5]

- Die Handlung des Filmes spielt im US-Bundesstaat New Mexico und suggeriert, dass dort eine Vielzahl von oberirdischen Kernwaffentests stattfanden. In Wirklichkeit führte die Regierung der Vereinigten Staaten in New Mexico nur eine Nuklearwaffendetonation durch, den Trinity-Test. Der Großteil der oberirdischen Atomwaffentests fand auf der Nevada Test Site im gleichnamigen Bundesstaat statt.

- Der Name der Tankstelle Gas Haven ist eine Hommage an Wes Craven. Die realistische Filmkulisse befindet sich unverändert direkt an der N 10, die Ouarzazate mit Agadir verbindet, zwischen Tabouraht und Anzal bei 30° 55′ 22″ N, 7° 13′ 58,5″ W und wird als Touristenattraktion vermarktet.

## Unterschiede zum Original
- Das Remake beginnt mit einer Einleitungsszene, in der vier Strahlenforscher brutal von den Mutanten ermordet werden. Diese fehlt im Original.

- Der Tankwart ist im Remake für die Panne verantwortlich, da er mit den Mutanten unter einer Decke steckt und Reisende absichtlich in eine Falle lockt. Im Originalfilm weist er die Familie sogar noch an, dass sie die Straße nicht verlassen dürfe, welche kurz darauf einen Unfall baut.

- Im Remake erschießt sich der Tankwart kurz nach dem Eintreffen von Big Bob. Im Original hindert Big Bob ihn zunächst daran, sich selber zu erhängen. Daraufhin erzählt der Tankwart, dass der aggressive Jupiter sein Sohn ist und in der Wüste eine Familie gegründet hat (in der Deutschen Synchronfassung wurden aus den Mutanten Aliens, welche in keinem familiären Verhältnis zum Tankwart stehen). Kurz darauf wird der Tankwart von Pluto ermordet.

- Die Mutantenfamilie ist im Remake um einiges größer. Neben Pluto, Jupiter, Lizard (im Original "Mars"), Goggle ("Merkur") Mama und Ruby gibt es noch Cyst und Big Brain; ferner sind noch zwei minderjährige Mutanten (Merkur und Venus) kurz zu sehen. Außerdem lässt das Ende vermuten, dass es noch weitere, nicht entdeckte Mutanten gibt.

- Doug steht im letzten Drittel des Films deutlich im Fokus und ist wesentlich wehrhafter als im Original. Auf der Suche nach seiner Tochter wird er mehrfach angegriffen und gefangen genommen; dabei wird ihm schwer zugesetzt (er verliert u. a. mehrere Finger). Ursprünglich tötet er nur Mars/Lizard am Ende des Films, während er im Remake Pluto und Cyst tötet. Mars/Lizard wird im Remake hingegen von Ruby getötet, die sich mit ihm in eine Schlucht stürzt und so ebenfalls, anders als im Original, stirbt. Neben Goggle tötet Schäferhund Beast außerdem noch Big Brain, während er im Original Pluto tötet.

- Die Mutanten leben im Remake in einer zu Atomtestzwecken gebauten Geisterstadt, während sie im Originalfilm in einer Höhle hausen.

## Kritiken

### Kritiken in den USA
“It is not faulty logic that derails The Hills have Eyes, however, but faulty drama. The movie is a one-trick pony.”

“This remake of the alleged 1977 Wes Craven classic has one very disturbing quality: It's too damned good.”

“Snobs may balk, purists will be appalled, but this new and exceedingly nasty version of Wes Craven's 1977 cult shocker is awfully good at what it does.”

### Deutschsprachige Kritiken
„Drastisches Remake des gleichnamigen Horrorfilms aus dem Jahr 1977, der in die Gegenwart verlegt wurde, wobei die Geschichte mit abstoßenden Brutalitäten gespickt wird.“

„War das Original auf Grund dramaturgischer Schwächen nur leidlich spannend und - an heutigen Standards gemessen - in den Gewaltdarstellungen recht zahm, zieht Alexandre Aja in diesen Bereichen tüchtig die Schrauben an - wie es sich für einen Vertreter des neuen Terror-Kinos gehört. Deutlich konsequenter und härter als im Vorbild inszeniert der Franzose in stilecht-körniger 70er-Jahre-Optik den Abgesang auf das amerikanische Familienidyll - ein verstörendes Horrorstück von boshafter Stringenz, das aber auf Grund zu großer Vorlagentreue die Panik-Atmosphäre von Ajas Debüt "High Tension" nur phasenweise erreicht. Dennoch gelingt ihm das Kunststück, mehr als nur ein zeitgemäßes Remake abzuliefern: Ajas Film ist der, den Wes Craven wohl schon damals liebend gerne gemacht hätte.“

„Alexandre Aja hat mit „The Hills Have Eyes“ seinen Ruf als einer der hoffnungsvollsten jungen Horrorfilmer unterstrichen. Sein kompromisslos-brutaler Terror-Schocker braucht den Vergleich zum Original nicht zu scheuen, übernimmt die Stärken und setzt einige interessante neue Akzente. Dazu zeigt Aja, wie Wrong Turn oder Texas Chainsaw Massacre richtig umgesetzt werden – mit Mut und Konsequenz. „The Hills Have Eyes“ ist trotz einigen ironischen Einschüben, die zumeist über die musikalische Untermalung transportiert werden, alles andere als ein Spaß – was dem Film auch jegliche Wirkung genommen hätte. […] Genrefans wird „The Hills Have Eyes“ begeistern.“